# Mościce
Mościce ist ein Industriegebiet in Tarnów, Polen. Der Stadtteil wurde nach dem Initiator Ignacy Mościcki benannt. Mit Mościce ist auch die Person von Eugeniusz Kwiatkowski verbunden. Beim Entwurf von Mościce wurden viele Grünstreifen und Parks eingeplant, um für die Bewohner einen Ausgleich zur Nähe der Industriewerke zu schaffen.
Gegenwärtig ist Mościce einer der größten und wichtigsten Stadtteile von Tarnów. Die Sport- und Erholungsinfrastruktur ist mit einem Stadtstadion, einem Schwimmbeckenkomplex und einem Schwimmbecken im Freien mit olympischen Dimensionen, ein paar Fußballplätze und einer Sporthalle gut ausgebaut. Im Bereich des kulturellen Lebens gibt es unter anderem das Centrum Sztuki Mościce (Kunstzentrum Mościce), in dem Theateraufführungen und Konzerte stattfinden.
Der Chemiekonzern Grupa Azoty S.A. ist in Mościce ansässig.

## Geschichte von Mościce
Der Stadtteil wurde auf dem Gelände der Dörfer Świerczków und Dąbrówka Infułacka gebaut. Am 12. März 1927 wurde die Entscheidung der Regierung über den Bau der Staatlichen Fabrik für Stickstoffverbindungen Państwowa Fabryka Związków Azotowych getroffen und im Mai 1927 mit dem Bau des Fabrikviertels begonnen. Seit dem 9. Juni 1929 wurde das Gebiet als Mościce bezeichnet. Im Januar 1930 fand die feierliche Eröffnung der Stickstofffabrik unter Teilnahme des Präsidenten Ignacy Mościcki statt.
In den Jahren 1934 bis 1954 war Mościce eine selbstständige Gemeinde. Am 2. Juni 1934 wurde das Viertel „Za torem“ gegründet. Hauptachse des neuentstehenden Viertels war die gegenwärtige Norwid-Straße, die Villenbebauung mit flachen Dächern war charakteristisch für den damals herrschenden Funktionalismus (Genossenschaft „Osiedle“). Gleichzeitig wurde mit dem Bau der Allgemeinen Schule bei ul. Zbylitowska begonnen (Schule Nr. 8 in der Nachkriegszeit). Im Jahre 1936 wurde der Bau der Arztpraxis bei ul. Chemiczna und ul. Zbylitowska begonnen, sog. Praxis auf dem Hügel. In der 2. Hälfte der 1930er Jahre realisiert die Genossenschaft „Nasz Dom“ den Bau von Zweifamilienhäusern.
Die charakteristische Nachkriegsbebauung von Mościce sind regelmäßige, nach gleichem Plan gebaute Häuser und Bäume entlang der Straßen.

## Denkmale

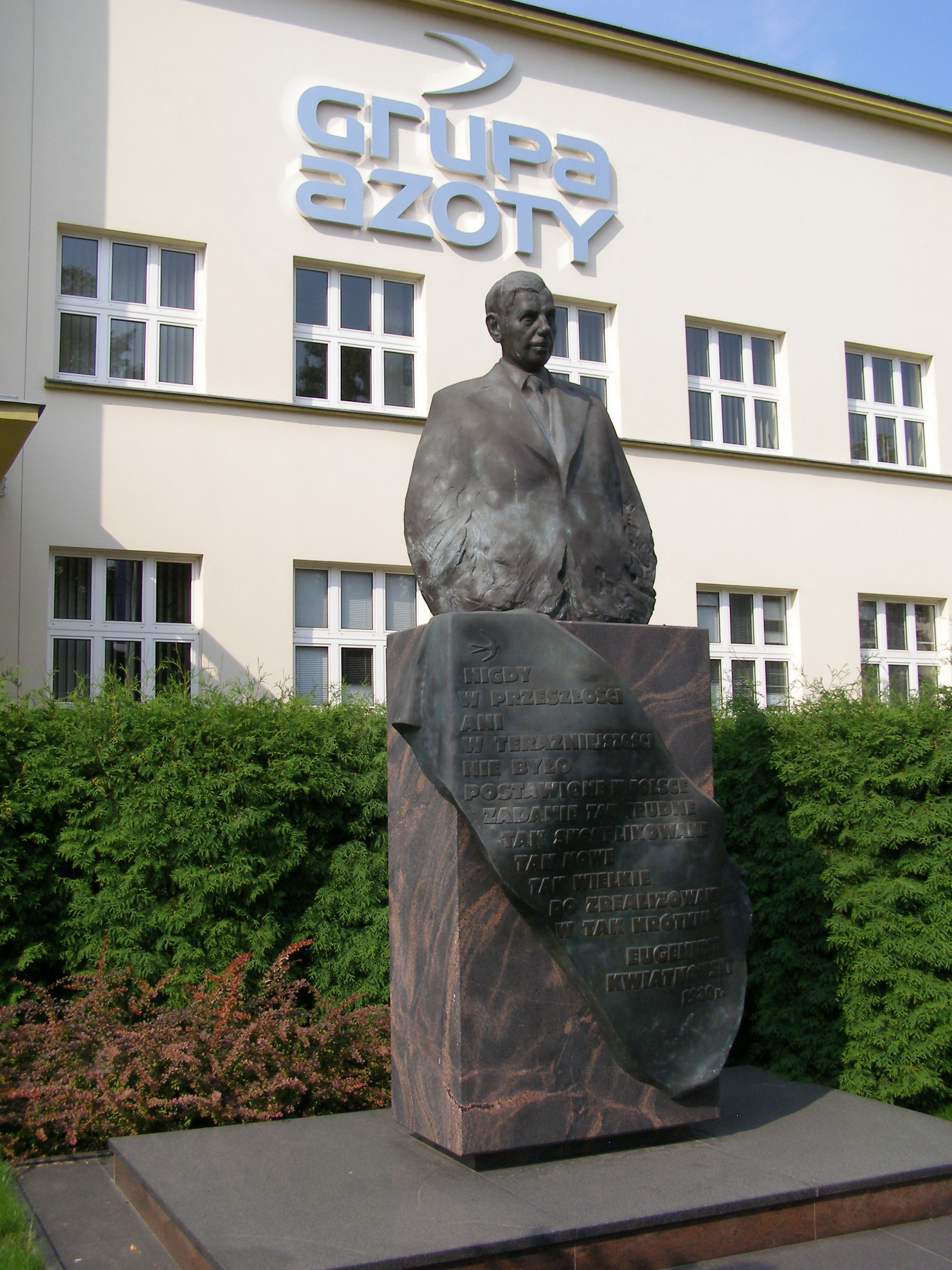
Bronzebüste von Eugeniusz Kwiatkowski

Eine Büste von Eugeniusz Kwiatkowski, 1931 bis 1935 Direktor der Stickstofffabrik, wurde vom Bildhauer Stanisław Szwechowicz angefertigt. Die 172 cm hohe Bronzebüste steht auf einem quaderförmigen Granitsockel mit 126 × 76 × 216 cm.
Um den Sockel läuft dynamisch quer ein 248 cm langes und 110 cm breites Band das die Vision und Tat darstellen soll, die Eugeniusz Kwiatkowski in den Zeiten der 2. Republik Polens verkörperte. Das Denkmal wurde am 9. Oktober 2012 vom Staatspräsidenten Bronisław Komorowski und Kwiatkowskis Enkelin Julita Maciejewicz-Rys feierlich enthüllt.
In der Halle der Villa von Eugeniusz Kwiatkowski steht ebenfalls eine 60 cm hohe Bronzebüste von Kwiatkowski auf einem 160 cm hohen Marmorpodest des gleichen Bildhauers. Im Park der Villa stehen weitere Büsten von Eugeniusz Kwiatkowski und Ignacy Moscicki. Diese 68 cm hohen Bronzebüsten stehen jeweils auf 168 cm hohen Sandsteinsockeln. Die Büsten wurden im Jahre 2012 enthüllt.
Zur feierlichen Eröffnung der Staatlichen Stickstoffwerke wurde am 18. Januar 1930 in der Gegenwart des Präsidenten der Republik Polen, zweier Vertreter der Regierung und des Bischofs Leon Walega eine Tafel auf einem Obelisk enthüllt. Nachdem im September 1939 die Fabrik von den Deutschen besetzt wurde, wurden die Tafel von zwei Fabrikmitarbeitern abmontiert und bis 1989 versteckt. Bei der Demontage brach die Tafel in zwei Teile. Am 12. Oktober 1990 wurde eine Kopie der Tafel am Verwaltungsgebäude der Stickstoffwerke angebracht. Das Original der Tafel befindet sich in der musealen Sammlung von Grupa Azoty S.A. und ist nicht öffentlich zugänglich.
1998 wurde ein Gedenkstein errichtet der an die Gründung des Viertels „Za torem“ im Jahre 1934 und den 80. Jahrestag der polnischen Unabhängigkeit erinnert.
Im Wincenty-Mucha-Park wurde im Jahr 1998 ein Pfadfinderdenkmal (Denkmal der Grauen Reihen) von Edward Kupiniak aufgestellt. Es handelt sich um einen Granitstein auf einem Betonsockel mit eingelassener Marmortafel, auf der die Pfadfindertugenden vermerkt sind.

## Sehenswürdigkeiten

### Villa Kwiatkowski

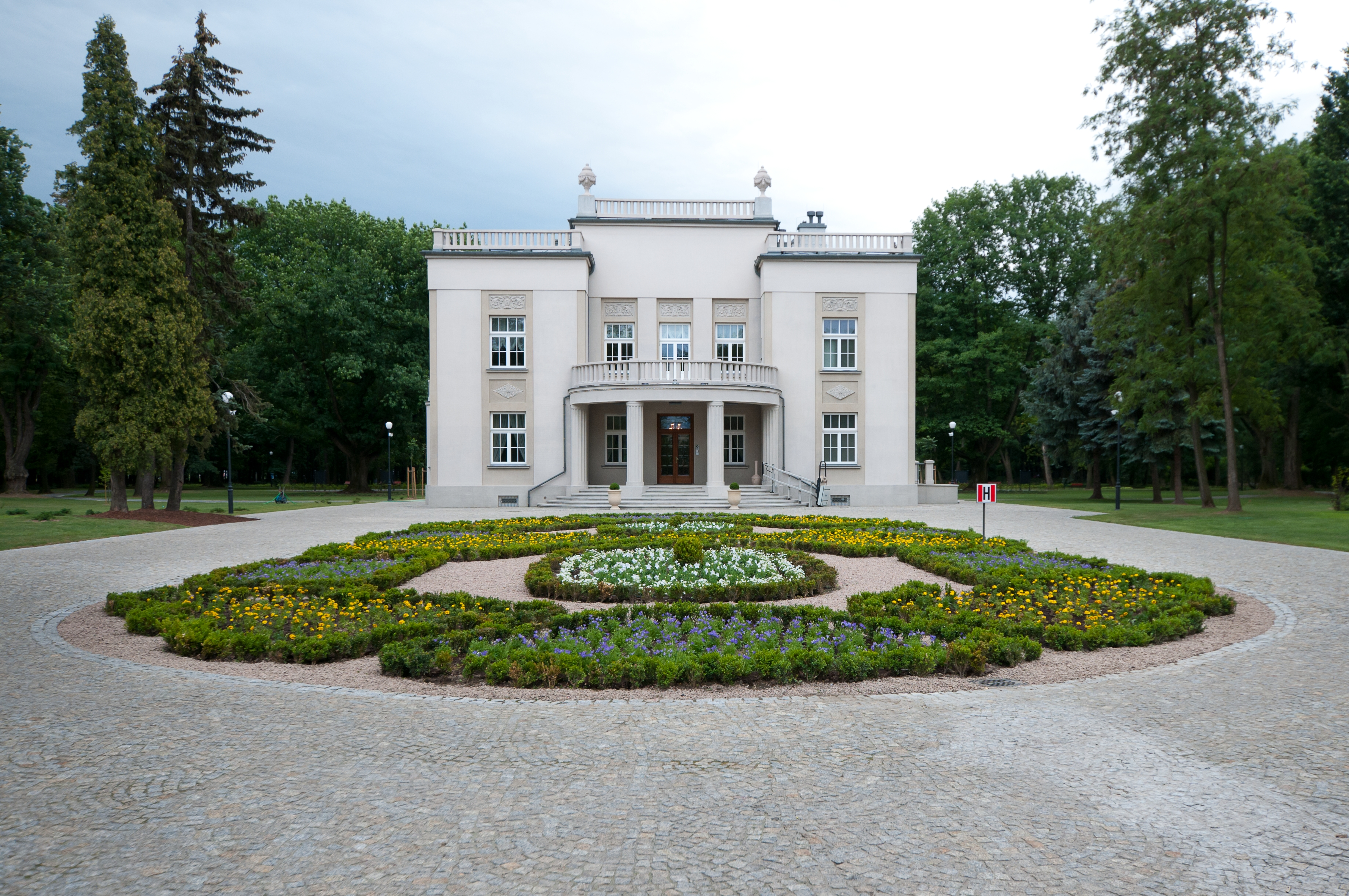
Villa des Eugeniusz Kwiatkowski

Die in den Jahren 1927 bis 1928 nach Plänen des Architekten Konrad Klos entstandene Villa des Eugeniusz Kwiatkowski wurde am 17. Dezember 1979 als Kulturgut in die Denkmalregister der Woiwodschaft eingetragen. In den Jahren 2010 bis 2011 wurde sie renoviert.
Sie wurde im modernistischen an den Neoklassizismus anknüpfenden Stil ausgeführt. Es handelt sich um ein freistehendes einstöckiges dreiachsiges Zweitraktgebäude mit einem Erker an der östlichen Seite.
Die Fassade der Villa hat einen Risalit mit vier Säulengängen und ein Gesims mit Balustraden. Die Nord- und die Frontfassade sind regelmäßig mit fünf Achsen ausgeführt, einem kleinen Säulengang und einem von vier Säulen gestütztem halbrundes Balkon auf der ersten Etage. Die Südgartenfassade hat einen ebenfalls regelmäßigen fünfachsigen Charakter, jedoch eine große halbrunde Terrasse, die mit Fächerstufen zum Park geöffnet ist und einen rechteckigen auf Säulen gestützten Balkon.
Ursprünglich war die Villa Wohnung des Direktors der Stickstofffabrik. Vor dem Zweiten Weltkrieg diente sie als eine Art repräsentatives Hotel. Während des Krieges war sie Standort des Generaldirektors der Fabrik und des Feldgerichts. Seit dem Zweiten Weltkrieg sind im Gebäude verschiedene Vereine, Stadtgremien und Fabrikabteilungen untergebracht.

### Restaurant Kasyno
Das 1936 bis 1938 im modernistischen Stil mit symmetrischer Achsenkomposition erbaute heutige Restaurant „Kasyno“ besteht aus dem Hauptgebäude und zwei Seitenflügeln.

## Industrie
Die in Mościce beheimatete Grupa Azoty zählt mit den Stickstoffwerken zu den größten Unternehmen im Bereich der Chemischen Synthese in Polen und ist auch eine der wichtigsten Holdings des Chemiesektors in Europa. Die Geschichte der Werke begann, als 1927 die Regierung durch Initiative des Präsidenten Ignazy Mościcki den Bau des Vorgängerunternehmens Państwowa Fabryka Związków Azotowych in der Nähe von Tarnów genehmigte. Durch die Entstehung der Fabrik wurde auch der Anfang von Mościce auf dem Gebiet der vorherigen Dörfer Świerczków und Dąbrówka Infułacka gemacht.